# Norman Hartnell
Sir Norman Bishop Hartnell, Reial Orde Victorià (Londres, 12 de juny de 1901 - Windsor, 8 de juny de 1979), dissenyador de moda britànic. Va ser modista de la Reina i, posteriorment, per Ordre Reial modista de la reina Isabel, reina mare. També va ser modista de la reina Isabel II.